# Israel Cook Russell
Israel Cook Russell (ur. 10 grudnia 1852 w Garrattsville, zm. 1906) – amerykański geolog.
Absolwent New York University z 1872, później studiował Columbia School of Mines, a w latach 1875–1877 był tam wykładowcą geologii. W 1878 mianowany geologiem w United States Geographical and Geological Surveys, a od 1880 pracował dla United States Geological Survey. W 1892 mianowany profesorem geologii na University of Michigan.
W 1880 roku badał jezioro Bonneville, następnie (1881-85) poświęcił czwartorzędowej historii pustynnych basenów Nevady, Kalifornii i Oregonu. Przez kolejne trzy lata pracował w południowych Appalachach i nad formacjami jurajsko-triasowymi w Stanach Zjednoczonych. W 1889 dołączył do ekspedycji badającej wschodnie wybrzeża północnej Alaski, przeszedł wzdłuż biegu Jukonu, a następnie wrócił wzdłuż Lynn Canal. Dwa kolejne lata eksplorował obszar Góry Świętego Eliasza i Yakutat Bay.
Pełnił funkcje przewodniczącego Geological Society of America i Michigan Academy of Science oraz wiceprzewodniczącego American Association for the Advancement of Science; University of Wisconsin i New York University przyznały mu doktoraty honoris causa. Jego imieniem nazwano lodowiec na Mount Rainier, Russell Fjord i lodowiec na Alasce, a także Mount Russell w górach Sierra Nevada.
Israel Cook Russell był autorem 124 opublikowanych prac, w tym:
- Sketch of the Geological History of Lake Lahontan (1883)
- A Geological Reconnaissance in Southern Oregon (1884)
- Existing Glaciers of the United States (1885)
- Geological History of Lake Lahontan(1885)
- Geological History of Mono Valley (1888)
- Sub-Aerial Decay of Rocks (1888)
- Lakes of North America (1895)
- Glaciers of North America (1897)
- Volcanoes of North America (1897)
- Rivers of North America (1898)
- North America (1904).